# ジョヴァンニ・サルトーリ
ジョヴァンニ・サルトーリ（Giovanni Sartori、1924年5月13日 - 2017年4月4日）は、イタリアの政治学者。専門は比較政治学。政党システムの研究で知られる。

## 経歴
フィレンツェ生まれ。フィレンツェ大学で博士号取得。1979年から1994年までコロンビア大学で教鞭をとり、退任後は名誉教授となった。
その後はイタリアに戻り、著述を続けた。2017年、喉頭癌のためフィレンツェで死去。

## 著書
- Democratic Theory, (Wayne State University Press, 1962).
- Parties and Party Systems: A Framework for Analysis, (Cambridge University Press, 1976).
  - 岡沢憲芙・川野秀之訳『現代政党学――政党システム論の分析枠組み』早稲田大学出版部, 1980年／新装版, 1992年／普及版, 2000年
- Comparative Constitutional Engineering: An Inquiry into Structures, Incentives and Outcomes, (Macmillan, 1994, 2nd ed., 1997).（工藤裕子訳『比較政治学――構造・動機・結果』早稲田大学出版部, 2000年）